# B-15 빙산

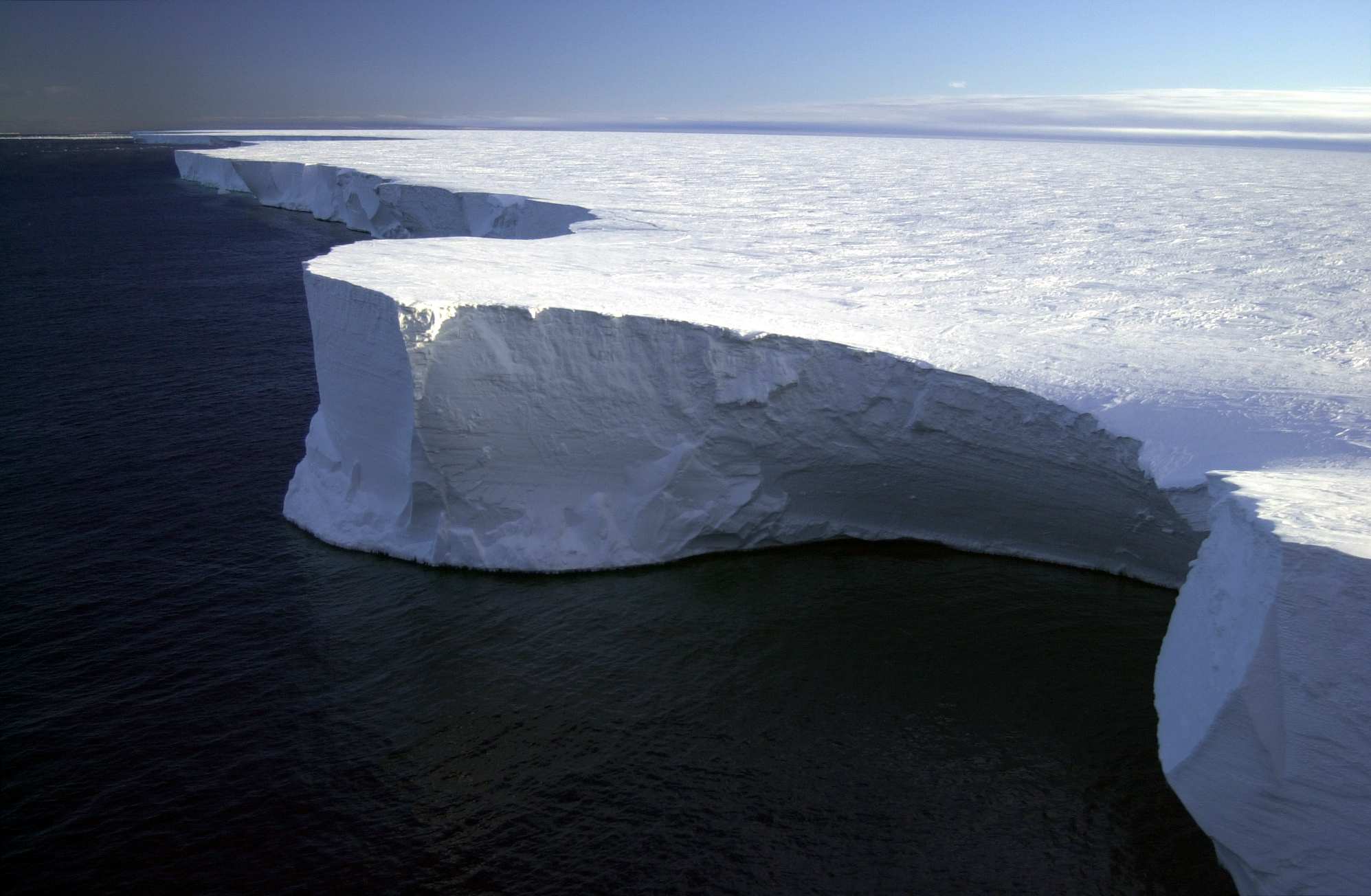
2001년 1월 29일 남극 로스해 B-15A 빙산의 북쪽 가장자리

B-15 빙산(영어: Iceberg B-15)는 2000년 3월 남극의 로스 빙붕에서 분리되어 나온 빙산으로, 길이는 295km x 27km, 면적은 11,000km²에 달해 관측 역사상 가장 큰 빙산으로 기록되었다. B-15 빙산의 크기는 자메이카섬과 비슷하며 경상남도 면적보다 크다.
분리 직후 더 작은 빙산으로 쪼개졌으며 그 중에서 가장 큰 빙산은 B-15-A로 명명되었다. 2003년 B-15A는 로스섬에서 로스해로 표류하여 북쪽으로 향했고, 결국 2005년 10월 여러 개의 작은 빙산으로 부서졌다. 2018년에는 기존 빙산의 큰 조각이 북방의 포클랜드 제도와 사우스조지아 섬 사이 해역으로 꾸준히 이동하던 상태였다.
2023년 8월 현재, 미국 국립빙산센터 (USNIC)의 조사에 따르면 B-15 빙산에서 분리되어 나온 조각 가운데 추적 대상의 기준이 되는 최소임계면적 20 nmi2 (70 km2)를 충족하는 빙산 1개가 여전히 활동 중에 있다. B-15AB라는 이름의 이 빙산은 그 길이가 20km x 7km에 달하며, 남극 애머리지방 연안에 머물러 있는 것으로 알려져 있다.

## 역사

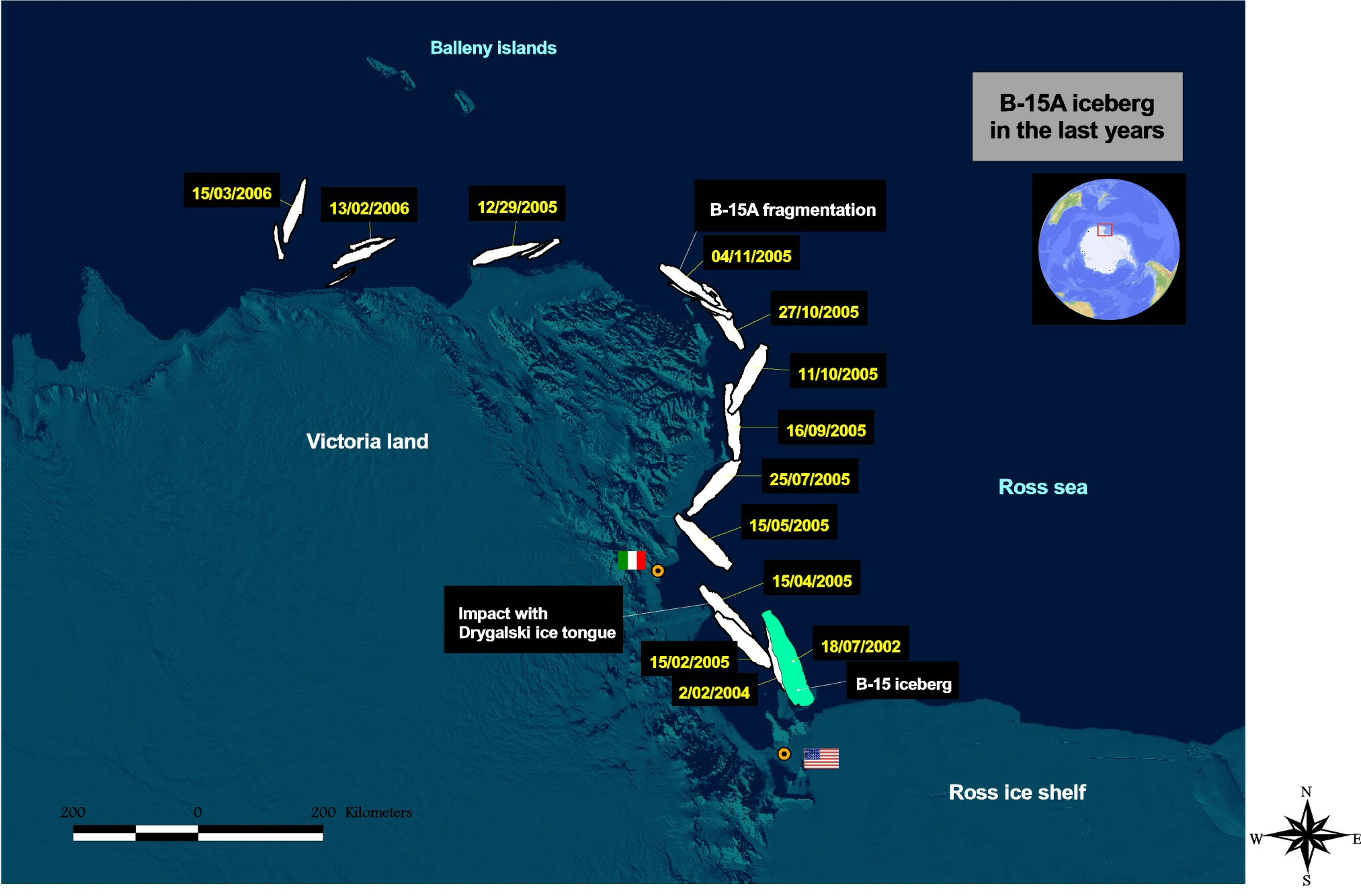
B-15A 빙산의 2002년 7월~2006년 3월 이동 경로

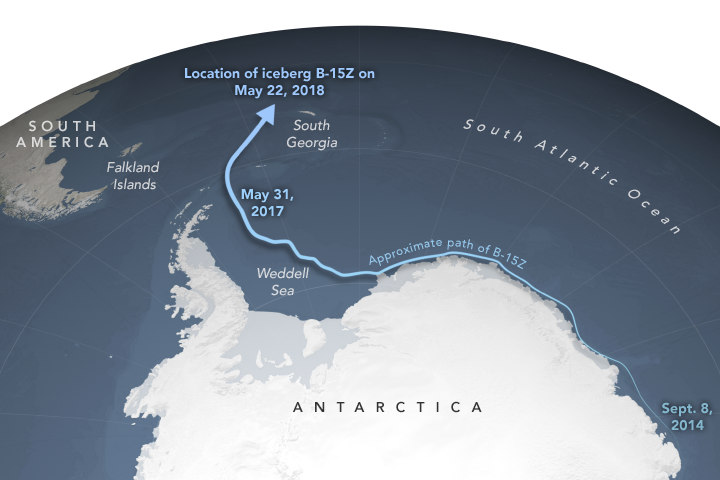
B-15Z 빙산의 2014년~2018년 이동 경로

2000년 3월 마지막 주 남극 대륙 루즈벨트섬 인근 로스 빙붕에서 관측 역사상 가장 거대한 빙산이 분리되었다. B-15로 명명된 이 빙산은 기존에 로스 빙붕에 나 있던 균열을 따라 분리되어 나왔으며, 그 길이는 295km x 37km, 표면적은 10,915km²으로 측정되었다. 학계에서는 이번 빙산이 50년~100년마다 발생하는 장기적인 자연순환의 일부로 생성되어 나온 것이라고 보았다. 생성 당해인 2000년과 2002년, 2003년 B-15는 여러 조각으로 나뉘었는데, 그 중에서 가장 큰 조각인 B-15A의 면적은 6,400km²에 달했다.
2003년 11월 B-15J와 분리된 B-15A는 로스섬을 벗어나 로스해의 공해상으로 나아갔다. 2003년 12월 작은 칼 모양의 빙산 B-15K (면적 약 300km²)가 B-15A 본체에서 분리되어 북쪽으로 표류하기 시작했다. 2005년 1월부터는 B-15A가 만연한 해류로 인해 드리갈스키 빙설 쪽으로 표류하기 시작하였다. 드리갈스키 빙설은 육지의 데이비드 빙하로부터 바다로 흘러나와 빅토리아랜드 연안산맥을 따라 흐르는 길이 70km 규모의 빙설이다. 이후 B-15A는 빙설에서 몇 킬로미터 떨어진 곳에 위치한 얕은 해산에 걸려 움직이지 못하다가 북쪽로 다시 이동하기 시작했다. 2005년 4월 10일에는 B-15A가 빙설과 충돌하여 빙설 끝부분이 붕괴하는 사건이 있었다. B-15는 충돌의 영향을 받지 않은 것으로 분석됐다.
B-15A는 맥머도만을 떠나 남극 해안을 따라 표류를 이어갔다. 2005년 10월 27일~28일, B-15A 빙산이 빅토리아랜드의 케이프어데어에 걸리면서 진동을 일으키며 여러 개의 작은 조각으로 부서졌는데, 멀게는 아문센-스콧 기지에서 지진 신호가 감지되기도 하였다. 새로 만들어진 빙산 조각 가운데 가장 큰 조각은 면적이 약 1,700km²에 달했으며, 그 이름은 똑같이 B-15A로 명명되었다. 나머지 빙산 조각들은 각각 B-15P, B-15M, B-15N으로 명명되었다. B-15A 빙산은 북쪽으로 더 멀리 이동하여 한차례 더 붕괴를 일으켰다. 2006년 11월 21일 뉴질랜드 티마루 해안에서 불과 60km 떨어진 지점에서 몇 개의 큰 빙산 조각이 관측되었다. 그 가운데 가장 큰 조각은 길이 1.8km, 해발고도 37m로 측정됐다.
2018년 미국 국립빙상센터의 추적대상이 되는 넓이 70km² 이상의 빙산 조각은 총 4개로 집계되었다. 이 가운데 최대 규모인 것은 'B-15Z' 빙산으로, 그 규모는 길이 19km, 너비 9km에 달하며 사우스조지아섬 북서쪽 280km 지점의 남대서양 해역을 표류중이었다. 빙산은 북쪽으로 이동하면 이동할수록 녹는 속도가 증가하는 모습을 보이며, 대부분의 빙산이 이 정도로 북상할 정도로 오랫동안 버티지는 못하는 것으로 알려져 있다.
2020년 시점에서 추적대상에 오른 빙산 조각은 2개로 줄어들었다. B-15Z도 여러 개의 조각으로 분리되었는데, 그 중 첫번쨰인 B-15aa는 남대서양의 사우스조지아 섬 동쪽 해역을 표류중이었다. 두번째 조각인 B-15ab는 아프리카 남쪽 남극 연안을 따라 해빙 속에 같힌 상태였다. 2021년에는 추적대상에 오른 빙산 조각이 B-15ab만 남게 되었으며, 여전히 남극 연안에 접해 있는 상태인 것으로 알려졌다.

## 남극 생태계에 미친 영향

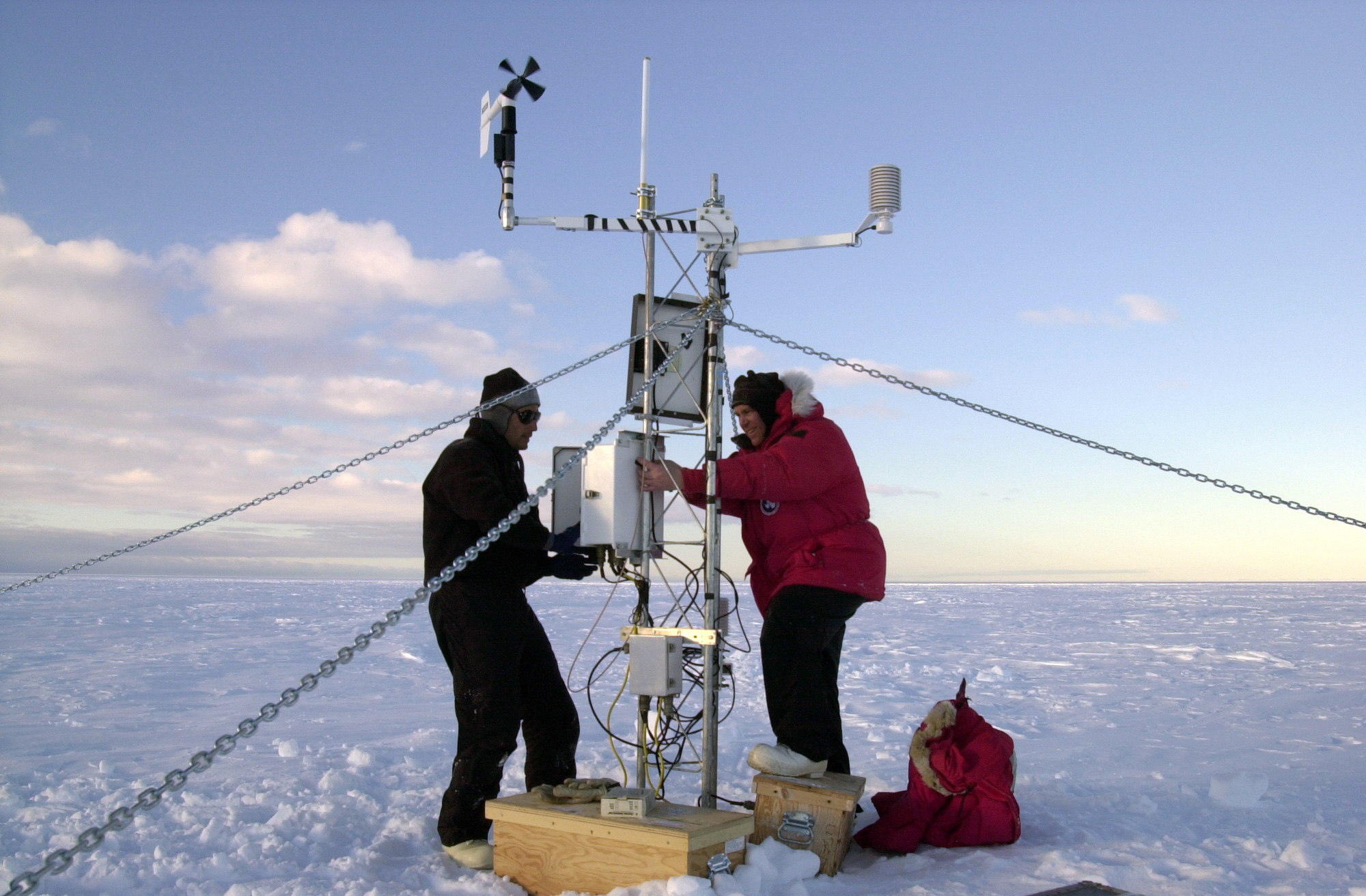
2001년 1월 29일 아이스버그 B-15A에 기상 및 GPS 장비를 설치하는 연구원들

2001년 1월 29일, 시카고 대학교과 위스콘신 대학교의 연구원들은 B-15A 빙산에 기상장비와 GPS장비를 설치하였다. 특정 빙산의 모니터링을 이렇게 본격적으로 진행한 것은 이번이 처음으로, 수집된 데이터를 통해 거대한 빙산이 어떻게 남극 대륙과 인근 해역을 이동하는지에 대하여 상세한 분석을 할 수 있게 되었다는 평가다.
2004년~2005년 여름 B-15A는 맥머도만의 해빙이 해체되는 과정에서 해류와 바람을 타지 못했으며, 이 때문에 인근의 과학기지 3곳에 대한 연간 보급선 운행에 차질이 생겼다. 또 이과정에서 발생한 유빙으로 아델리펭귄의 개체수도 극심한 감소를 보였는데, 바다로 먹이를 찾으러 나갔던 암컷 펭귄이 새끼에게 돌아오기까지 상당한 거리를 돌아와야 하는 환경이 조성되었기 때문이다. 맥머도만에 서식하는 웨델바다표범과 도둑갈매기도 개체수에 영향이 갔을 것으로 분석되었다.
2005년 4월 10일 빙산 B-15A가 드리갈스키 빙설과 충돌하면서 빙설 끝부분의 8km² 일대가 부서져 나가면서 남극 지도를 다시 그려야 하는 사건이 벌어졌다.
2005년 10월 21일 알래스카만의 큰 폭풍으로 인해 발생한 너울이 태평양을 횡단하였는데 이것이 2005년 10월 27일 B15-A가 여러 조각으로 부서지는 원인으로 작용했다는 설이 제기되었다. 당시 발생한 너울은 알래스카에서 남극 대륙까지 6일에 걸쳐 13,500km를 이동하였다. 학계에서는 전세계 한 지역의 날씨가 다른 지역에 어떻게 영향을 미칠 수 있는지를 보여주는 사례로서 연구를 진행중에 있으며, 지구 온난화에 미칠 영향을 우려하였다.
그러나 2010년 빅토리아랜드 케이프어데어 인근 연안의 수심 측량을 실시한 연구 결과, B-15A가 붕괴된 주된 원인은 육지와 계속해서 부딪혔기 때문이었음이 밝혀졌다.

## 위성 사진

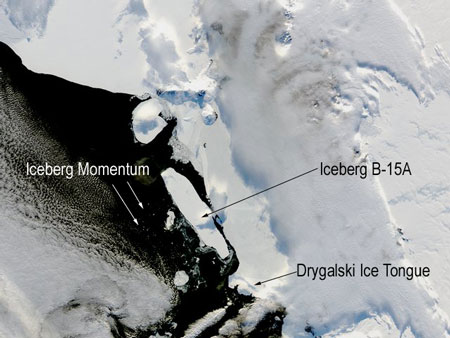
2005년 1월 2일 드리갈스키 빙설에 접근하는 B-15A 빙산 (출처: NASA)
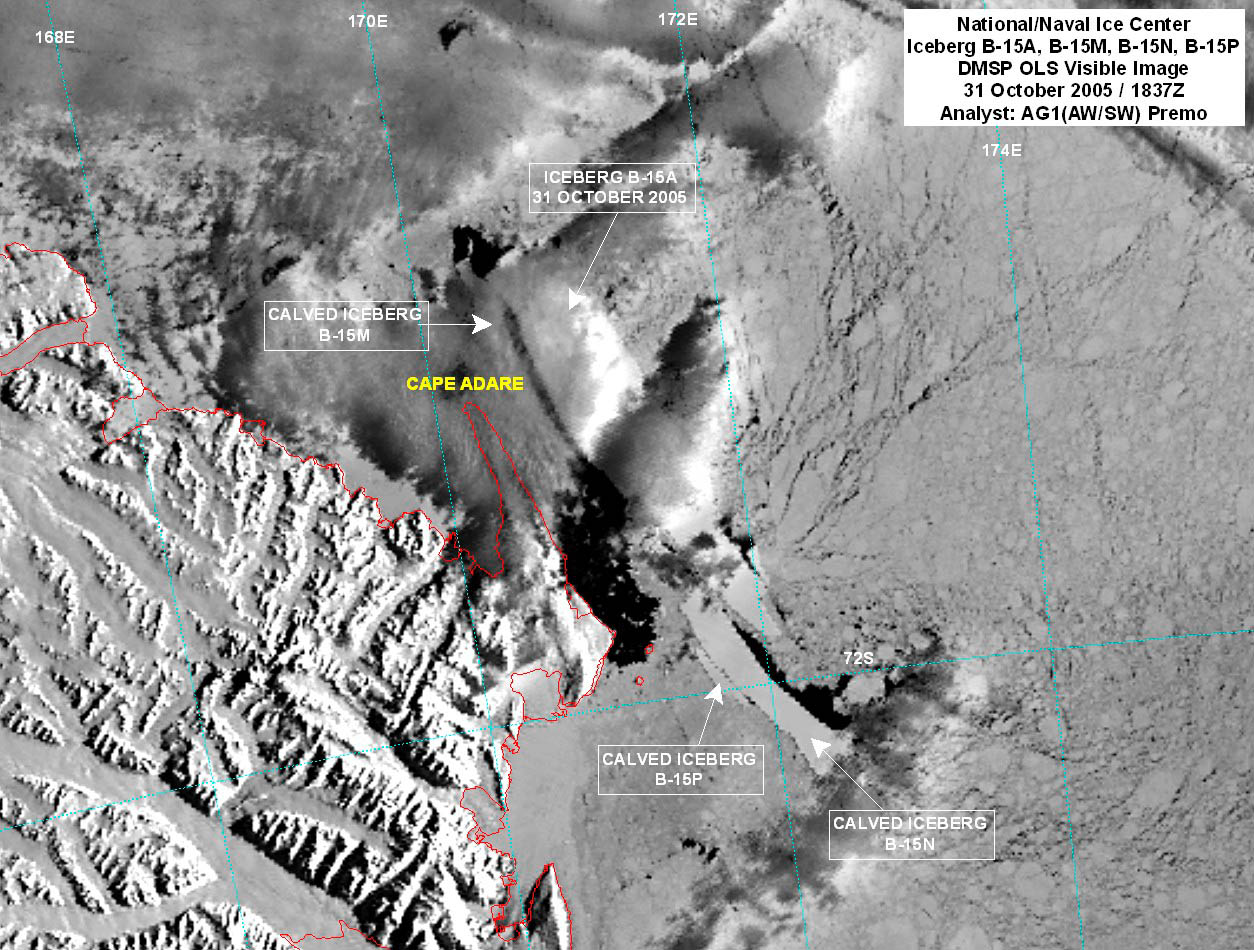
2005년 10월 31일 B-15M, B-15N, B-15P가 분리된 후의 빙산 B-15 (출처:DMSP)

## 같이 보기
- 세상 끝과의 조우 - 베르너 헤어초크 감독의 남극 다큐멘터리로 B-15 빙산의 모습이 일부 담겼다.

### 관련 문헌
- Stone, Gregory S. (2003). 《Ice Island : Expedition to Antarctica's Largest Iceberg》. Boston, Massachusetts: New England Aquarium Press, National Geographic Society. ISBN 1593730179. OCLC 52739140.